# Jules Gonin
Pour les articles homonymes, voir Gonin.
Jules Gonin, né le 10 août 1870 à Lausanne et mort le 10 juin 1935 ibidem, est un ophtalmologue suisse.

## Biographie
Il est le fils de Jeanne Trog, de Thoune, et d'Édouard Gonin (1842-1926), directeur d'imprimerie, originaire d'Essertines-sur-Yverdon et descendant d'une famille piémontaise installée à Lausanne en 1776. Jules a une sœur, Marie, née en 1871.
Jules Gonin entre à 9 ans au collège Galliard de Lausanne, puis au gymnase classique d'où il sortira bachelier ès lettres en 1888. Il entreprend ensuite des études de médecine à l'Université de Lausanne où il est l'élève du Professeur Marc Dufour. Après un semestre à Berne, il étudie également en Allemagne. Membre de la société d'étudiants Zofingue entre 1888 et 1895, il en est le président central de 1893 à 1894. En 1893, alors qu'il est encore étudiant, il remplace l'assistant du Professeur Dufour.
Après un diplôme en médecine et en chirurgie en 1895, il entre comme médecin-assistant à l'institut d'anatomo-pathologie et présente l'année suivante une thèse sur la régénération du cristallin. En 1896 toujours, il remplace durant quelques semaines un médecin de campagne et effectue des stages à l'étranger avant de rejoindre l'hôpital ophtalmique où il devient l'assistant en titre du Professeur Marc Dufour. Ce dernier le charge de certains cours à l'université. 
En 1899, il épouse Hélène Roud. Ils auront trois enfants : Édouard (1900), Gabrielle (1902) et René (1906). Son épouse décèdera en 1932.
En 1899, il est nommé chef de la clinique ophtalmique universitaire, puis, 2 ans plus tard, médecin-adjoint de l'hôpital. Il est nommé privat-docent en 1903 et donne en 1904 sa leçon inaugurale sur le cinquantenaire de l'invention de l'ophtalmoscope. La même année, il publie une étude sur la pathologie du décollement de rétine. En 1906, une étude sur les maladies de la rétine est publiée dans l'Encyclopédie française d'ophtalmologie, signée par Dufour et Gonin. Gonin devient en 1907 le président de la Société vaudoise de médecine et fonde en 1908 la société suisse d'ophtalmologie, qu'il préside entre 1910 et 1911. Il remplace en 1918 le Dr Auguste Dufour (neveu de Marc Dufour qui l'avait remplacé après son décès en 1910), au poste de médecin-chef de l'hôpital ophtalmique. Il est de plus nommé en 1920 professeur titulaire de la chaire d’ophtalmologie de l'Université de Lausanne, succédant ainsi au Professeur Samuel Eperon.
Il concentre ses recherches sur le traitement du décollement de la rétine. Après un communiqué en 1920 au congrès de la Société française d'ophtalmologie sur un procédé chirurgical appelé « ignipuncture », il perfectionne sa méthode entre 1922 et 1923, dont il publie les techniques et les résultats avant une présentation à Amsterdam en 1929 qui aura un impact important pour la suite de sa carrière : dès l'année suivante, plusieurs ophtalmologues lui demandent d'être initiés à sa technique opératoire et de nombreux patients étrangers affluent à Lausanne.
Il obtient en 1928 le prix de la Fondation Marcel Benoist et, en 1933, la médaille William Mackenzie à Glasgow. Il est nommé docteur honoris causa de l'Université de Strasbourg.
Le 1er juin 1935, il fait un accident vasculaire cérébral et décède le 10 juin à l'hôpital Nestlé[réf. nécessaire]. Il lègue 150 000 francs suisses pour la constitution d'un fonds en faveur des aveugles qui ne peuvent être rééduqués.
En 1937, l'Université de Lausanne et la Société suisse d'ophtalmologie instituent la médaille Gonin, décernée tous les quatre ans à un ophtalmologue méritant. En 1962, une plaque commémorative est apposée à l'entrée de l'hôpital ophtalmique et un monument est inauguré à Montbenon en 1970. Un timbre à son effigie est édité en 1971. L'hôpital ophtalmique de Lausanne prend son nom, de même qu'un club de recherche médicale. Lausanne possède une Avenue Dr-Jules-Gonin (de la rue du Grand-Chêne au pont Chauderon, sur décision municipale de 1969, à la demande de la Société vaudoise de médecine.

## Source
- Louis Polla, Rues de Lausanne, Lausanne, Éditions 24 heures, 1981, 191 p. (ISBN 2826500503), p. 149-150